# Zoothera salimalii
Zoothera salimalii — вид птиц из семейства дроздовых. Был описан в 2016 году, при этом отделен от Zoothera mollissima (считается, что их общий предок жил 3-6 млн лет назад). Видовой эпитет присвоен в честь выдающегося индийского орнитолога Салима Али. Живут на деревьях, гнездятся в лесах (в то время как Zoothera mollissima делают это выше линии деревьев). Вокализация у представителей двух видов также различается.

## Распространение
Гнездовой ареал простирается от Сиккима и Дарджилинга в Индии на восток через Тибет вплоть до северо-западной части провинции Юньнань в Китае.

## Описание
По сравнению с Zoothera mollissima у представителей вида более короткие ноги, хвост и крылья, но более длинный клюв. Более короткие ноги и крылья полезны этим птицам для маневрирования в лесу.

## Охранный статус
МСОП присвоил виду охранный статус LC.